# デス・フロム・アバヴ 1979
デス・フロム・アバヴ 1979（デス・フロム・アバヴ・ナインティーン・セヴンティ・ナイン、英: Death from Above 1979）は、カナダのギターレスロックユニット。パンク、ノイズ、ニュー・ウェイヴ、ダンス・ミュージックなどを内包したガレージロック系サウンドが特徴。

## メンバー

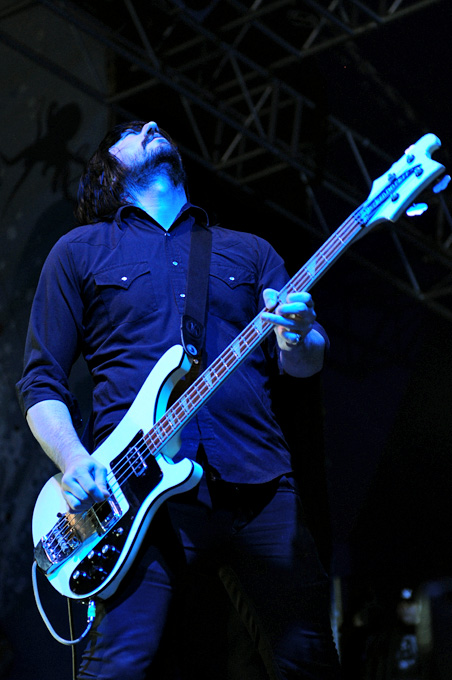
ジェシー・F・キーラー

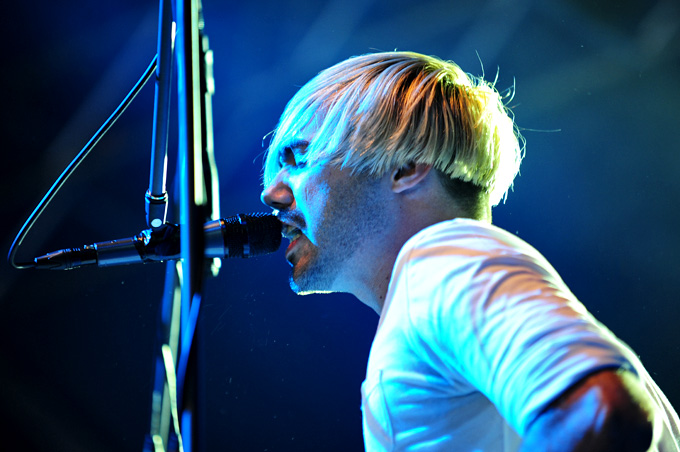
セバスチャン・グレインジャー

- ジェシー・F・キーラー（英: Jesse F. Keeler）：ベース、シンセサイザー
- セバスチャン・グレインジャー（英: Sebastien Grainger）：ドラム、ボーカル

## 来歴
キーラーが自身の宅録ユニット「FEMME FATALE」をライヴバンドに発展させるためのメンバー募集でグレインジャーと出会い、2001年に結成。元々はギタリストやボーカリスト等も入れるつもりであったが、キーラーがベースとドラムだけで曲作りや録音をしていた時にグレインジャーが「これでバンドをやるべきだ」と提案し、ドラムを叩きながら歌えるかを試してみたところ、「これだ、上手くいく」と感じた事がギターレスとして活動する方向性を決定づけた。
地元のトロントを中心にライヴ活動を行い、2002年12月15日、EP『Heads Up』をカナダのインディーレーベル「Ache Records」より発売。このEPではデス・フロム・アバヴ（英: Death from Above）名義であったが、同じ名称を使用しているDFAレコーズからクレームが入り、グレインジャーの出生年である1979を付け足し、デス・フロム・アバヴ 1979（英: Death from Above 1979）に改名。
2004年にアメリカのレーベルVice Recordsと契約し、デビューアルバム『ユー・アー・ア・ウーマン、アイム・ア・マシーン』を発売。その後アンスラックス、ヤー・ヤー・ヤーズのオープニングアクトを務め、2005年2月には日本の渋谷CLUB QUATTRO、心斎橋CLUB QUATTROでライブを行う。2005年10月18日、アウトテイク&リミックスアルバム『ロマンス・ブラッディ・ロマンス』を発売。
2006年8月3日、解散を表明。公式ホームページに掲載されたコメントによれば、すでに数年前からキーラーはマスタークラフト（英: MSTRKRFT）、グレインジャーはソロ活動等それぞれ個別のプロジェクトを立ち上げており、そちらの活動をメインとしたいと説明した。
2011年2月4日、コーチェラ・フェスティバルへの出演発表と共に再結成を発表し、その他同年のレディング・フェスティバル、サマーソニックなど世界各地のロックフェスへの出演で活動を再開。2014年7月8日、シングル「トレインレック1979」を発売し、同年9月9日に約10年ぶりのスタジオ・アルバム『フィジカル・ワールド』を発売。

## ディスコグラフィ

### スタジオ・アルバム
- 『ユー・アー・ア・ウーマン、アイム・ア・マシーン』
  - （英: You're a Woman, I'm a Machine、：2004年10月26日 Last Gang Records、：2004年12月16日 ビクターエンタテインメント）
- 『フィジカル・ワールド』
  - （英: The Physical World、：2014年9月9日 Last Gang Records、：2014年9月10日 ビクターエンタテインメント）

### リミックス・アルバム
- 『ロマンス・ブラッディ・ロマンス』
  - （英: Romance Bloody Romance: Remixes & B-Sides、：2005年10月18日 Last Gang Records、：2005年11月18日 ビクターエンタテインメント）

### EP
- 『Heads Up』（：2002年12月15日 Ache Records）
- 『Romantic Rights EP』（：2004年4月13日 Sound Virus Records）

### コンピレーション・アルバム
- 『Rough Trade Shops - Counter Culture 2004』（：2005年 ミュート・レコード）

「Romantic Rights」を収録。
- 『踊るロック -dance rock movement-』（：2010年2月3日 ビクターエンタテインメント）

「ブラッド・オン・アワ・ハンズ (ジャスティス・リミックス)」を収録。

### 参加作品
- ブロック・パーティ - 『トゥー・モア・イヤーズEP + サイレント・アラーム・リミクスト』
  - （英: Silent Alarm Remixed、：2005年8月29日 ウィチタ・レコーディングス、：2005年10月26日 V2 Records Japan）

「Luno (Bloc Party vs. Death From Above 1979) 」で参加。